# Вајоминг (Пенсилванија)
Вајоминг (енгл. Wyoming) град је у америчкој савезној држави Пенсилванија.

## Демографија
По попису из 2010. године број становника је 3.073, што је 148 (-4,6%) становника мање него 2000. године.
| Група             | 2000.         | 2010.         |
| Белци             | 3.202 (99,4%) | 2.971 (96,7%) |
| Афроамериканци    | 2 (0,1%)      | 26 (0,8%)     |
| Азијати           | 2 (0,1%)      | 16 (0,5%)     |
| Хиспаноамериканци | 9 (0,3%)      | 27 (0,9%)     |
| Укупно            | 3.221         | 3.073         |